# Дидахе
Дидахе (Didache, на гръцки: Διδαχή, Διδαχὴ τῶν δώδεκα ἀποστόλων Didachē` tôn dṓdeka apostólōn „Учението на 12-те апостоли“, на латински: Doctrina duodecim apostolorum) – също наричано Учението на Господ чрез Дванадесетте Апостоли за неверниците – е раннохристиянско съчинение от 2 век (ок. 150 – 180, по други сведения 80 – 100 г.), което е написано вероятно в Сирия от различни неизвестни автори. Това е най-ранния църковен ред на Християнството.
Произведението е открито едва през 1873 г. от епископ Филотей Вриениос в една манастирска библиотека в Цариград в Codex Hierosolymitanus, написан през 11 век.
Произведението е разделено на 16 капители с по три части и едно conclusio.
- Капител 1 – 6: Християнското учение по два пътя: Пътят на живота и на смъртта
- Капител 7 – 10: Сакраментална литургия (кръщение, евхаристия, пости, молене, миросване)
- Капител 11 – 15: Дисциплинарни наредби, църковен ред (просветители, профети, църковна служба, общински избори)
- Капител 16: Краен капител: Есхатология

## Издания
- Didache oder die Apostellehre. Übersetzt von Franz Zeller; in: Bibliothek der Kirchenväter, 1. Reihe, Bd. 35. München 1918 Online-Ausgabe
- Didache (Apostellehre). Übersetzt von Klaus Wengst; in: Schriften des Urchristentums. Kösel, München 1984, ISBN 3-466-20252-3
- Didache/Zwölf-Apostel-Lehre (Fontes Christiani Bd. 1). Griechisch und deutsch, übersetzt von Georg Schöllgen. Herder, Freiburg im Breisgau 1991, ISBN 3-451-22101-2